# Otto Pöhlmann
Otto Pöhlmann (* 12. Mai 1848 in Bayreuth; † 17. Dezember 1927 in Karlsruhe) war Bezirkspräsident und Mitglied des Deutschen Reichstags.

## Leben
Pöhlmann besuchte das Gymnasium in Aschaffenburg und die Universitäten Würzburg, Heidelberg und Berlin, wo er Rechtswissenschaften studierte. 1869 wurde er Referendar, 1872 Accessist an der Regierung von Mittelfranken und 1877 Assessor am Bezirkspräsidium in Colmar. Ab 1880 war er ständiger Hilfsarbeiter im Bureau des Kaiserlichen Statthalters, ab 1885 Kreisdirektor in Erstein und von 1889 bis 1898 Kreisdirektor in Schlettstadt. Zwischen 1907 und 1918 war er Bezirkspräsident im Bezirk Unterelsaß und 1917/18 Kurator der Kaiser-Wilhelm-Universität Straßburg.
Seit 1876 war er mit Karoline Freiin von Falkenhausen verheiratet. Weiter war er Rittmeister der Landwehr und nahm 1870/71 im 2. Ulanen-Regiment „König“ der Bayerischen Armee am Krieg gegen Frankreich teil.
Von 1893 bis April 1896 war er Mitglied des Deutschen Reichstags für den Wahlkreis Reichsland Elsaß-Lothringen 6 Schlettstadt. Der Fraktion der Deutschen Reichspartei schloss er sich lediglich als Hospitant an, da er als gemeinsamer Kandidat der Konservativen nominiert worden war. Seine Wahl wurde am 27. April 1896 für ungültig erklärt. In der Ersatzwahl am 9. August 1896 unterlag er dem Kandidaten der Elsässischen Protestpartei.